# Подзамчок
Подзамчок (словац. Podzámčok, угор. Dobróváralja) — село, громада в окрузі Зволен, центральна Словаччина. Кадастрова площа громади — 8,45 км². Населення — 533 особи (за оцінкою на 31 грудня 2017 р.).
Перша згадка 1425 року.

## Населення
| Рік:            | 1994. | 2004.   | 2014.    | 2024.   |
| --------------- | ----- | ------- | -------- | ------- |
| Кількість осіб: | 337   | 336     | 512      | 555     |
| Різниця:        |       | -0,29 % | +52,38 % | +8,39 % |

| Рік:            | 2023. | 2024.   |
| --------------- | ----- | ------- |
| Кількість осіб: | 554   | 555     |
| Різниця:        |       | +0,18 % |